# Dorian Gandin
Dorian Gandin (Ajaccio, 13 de enero de 1991) es un deportista francés que compitió en natación. Ganó una medalla de bronce en el Campeonato Europeo de Natación de 2012, en la prueba de 50 m espalda.

## Palmarés internacional
| Campeonato Europeo | Campeonato Europeo | Campeonato Europeo | Campeonato Europeo |
| Año                | Lugar              | Medalla            | Prueba             |
| ------------------ | ------------------ | ------------------ | ------------------ |
| 2012               | Debrecen (Hungría) | Medalla de bronce  | 50 m espalda       |